# 平井肇
平井 肇（ひらい はじめ、1896年5月17日 - 1946年7月7日）は、日本のロシア文学者、翻訳家。

## 経歴
1896年、岐阜県生まれ。旧制早稲田大学文学部露文科第一期生として、片上伸・昇曙夢らの指導を受けるが、入学から3年で中退。その後は、かねてから親交のあった貴司山治の紹介でロシア文学作品の翻訳を始めた。
1938年に『死せる魂』の邦訳版を上梓した後、満州国に居を移し、南満州鉄道に嘱託社員として勤務する傍ら、『東方評論』の編集に携わった。太平洋戦争終結直後の1946年、滞在先のハルビンで病没した。

## 業績
- 平井はゴーゴリの翻訳者として知名度を高め、現在もゴーゴリ作品の名訳者として知られている。

## 訳書
- 『ゴオゴリ全集 第1 ディカーニカ近郷夜話』ナウカ社 1934年、岩波文庫 全2巻 1937年
- 『ゴオゴリ全集 第2 ミルゴーロド』ナウカ社 1934年
- 『伊太利物語』マキシム・ゴォリキイ、改造文庫 1936年
- 『二つの魂・余計者』ノヴィコフ＝プリボイ、改造文庫 1936年
- 『肖像画・馬車』ゴーゴリ、岩波文庫 1937年 - 岩波版は各再刊
- 『プウシキン全集 第5巻 民族詩・随筆・日記・書簡・伝記・年譜』外村史郎共訳、改造社 1937年
- 『密航』 ノヴィコフ＝プリボイ、改造文庫 1937年
- 『狂人日記』ゴーゴリ、岩波文庫 1937年、改版1983年
- 『外套・鼻』ゴーゴリ、岩波文庫 1938年、改版2006年ほか
- 『死せる魂』全3巻 ゴーゴリ、岩波文庫 1938年 - 1939年。横田瑞穂 改訂訳 1977年
- 『動物の四季』ヴェ・トボリャコフ、大連日日新聞社 1943年8月（東亜文庫）
- 『タラス・ブーリバ』ゴーゴリ 角川文庫 1949年。改題『隊長ブーリバ』改版1963年